# القابضة للقطن والغزل والنسيج والملابس
الشركة القابضة للقطن والغزل والنسيج والملابس هي شركة قابضة حكومية مصرية، تمتلكها وزارة قطاع الأعمال العام،
أنشئت طبقًا لقانون 203 لسنة 1991، تعمل في مجال صناعة النسيج، الملابس، المنسوجات، الغزل، والأقطان، ويتبعها 9 شركات تابعة، وتتولى الشركة الإشراف على إدارة استثمار الاموال من خلال الشركات التابعة لها كما يكون لها عند الاقتضاء أن يقوم بالاستثمار بنفسها وكذلك تأسيس الشركات التابعة وغيرها من الشركات المساهمة بمفردها أو مع شركات قابضة آخر أو أفراد، شراء أسهم شركات المساهمة أو بيعها أو المساهمة في رأس مالها، تكوين وإدارة محفظة الأوراق المالية للشركة القابضة بها تضمنه من صكوك تمويل أو سندات، وإجراء جميع التصرفات التي من شأنها أن تساعد في تحقيق كل أو بعض أغراضها.

## الشركات التابعة
تضم الشركة القابضة للقطن والغزل والنسيج والملابس تسعة شركات تابعة هي:
- مصر للغزل والنسيج بالمحلة الكبرى.
- دمياط للغزل والنسيج.
- الدقهلية للغزل والنسيج.
- مصر حلوان للغزل والنسيج.[5]
- مصر للحرير الصناعي وألياف البوليستر.
- الوجه القبلي للغزل والنسيج.
- مصر للغزل والنسيج الرفيع والصباغة بكفر الدوار.
- مصر شبين الكوم للغزل والنسيج.
- مصر لتجارة وحليج الأقطان.

## وصلات خارجية
- الموقع الرسمي للشركة.